# Cainiți
Cainiții au fost o sectă gnosticǎ extremistǎ din secolul al II-lea care, la fel ca alte secte gnostice, credeau că Dumnezeul Vechiului Testament este inferior adevăratului Dumnezeu, Dumnezeul Suprem.
Ei apreciau mai ales personajele biblice considerate negative, cum ar fi Esau, fiul lui Isaac și al Rebeccăi, fratele geamăn al lui Iacob. Au încercat să-i reabiliteze în masă pe toți locuitorii din Sodoma și Gomora. Au dat o înaltă apreciere lui Cain, de la care această sectă și-a luat și numele, și de asemenea lui Iuda Iscarioteanul. Despre aceștia, și mulți alții, cainiții spuneau că au suferit deoarece au fost blestemați de Dumnezeul crud al Vechiului Testament. Cainiții i-au luat apărarea mai ales lui Iuda Iscarioteanul, despre care ei spuneau că a fost un om drept, ba mai mult, a fost singurul dintre discipolii lui Cristos căruia Isus i-a lăsat un mesaj secret, mesaj preluat apoi de cei aleși, puțini la număr, printre care erau și ei, cainiții. Acestei secte îi este atribuită Evanghelia după Iuda, în care se arată cum Iuda, depozitarul secretului salvării omenirii, l-a vândut pe Cristos pentru că acesta a fost un agent al Dumnezeului nemilos al Vechiului Testament, care Dumnezeu, susțineau ei, a vrut să împiedice sacrificiul cristic, deci a vrut să împiedice salvarea prin mântuire a rasei umane. Prin trădarea de către Iuda, Isus Cristos și-a putut împlini menirea sa de Mântuitor. Cainiții au respins Cele zece porunci date lui Moise.
Secta cainiților nu a avut mulți adepți, astfel încât a dispărut pe la începutul sec. III.